# Akayleb Evans
Akayleb Evans (Mckinney, Texas, 22 de junio de 1999) es un jugador profesional estadounidense de fútbol americano, se desempeña en la posición de cornerback en Minnesota Vikings, en la National Football League (NFL).

## Carrera
Fue seleccionado en la cuarta ronda en la Reunión Anual de Selección de Jugadores de la NFL de 2022. Hizo su debut profesional con el equipo Minnesota Vikings, donde lleva jugando dos temporadas.